# Consejo Coordinador de Seguridad Pública
El Consejo Coordinador de Seguridad Pública (CCSP) —más conocido por el nombre informal de «La Oficina»— fue una entidad de inteligencia civil del Gobierno de Chile, que tuvo por objetivo desarticular a los grupos armados de extrema izquierda en el contexto de la transición a la democracia. Operó entre abril de 1991 y abril de 1993.

## Historia

### Antecedentes y fundación
El 22 de febrero de 1990 se declaró disuelta la Central Nacional de Informaciones (CNI), principal agencia de inteligencia de la dictadura militar de Augusto Pinochet, y pocos días después, el 11 de marzo, asumió la presidencia del país Patricio Aylwin, dando inicio a la transición chilena a la democracia. Si bien Aylwin fue elegido por una amplia mayoría electoral, sectores de la izquierda política excluida de la Concertación de Partidos por la Democracia continuaron con las acciones armadas desarrolladas durante la dictadura. Solo en 1990  —según informes del Ministerio del Interior— se habían registrado 246 acciones de violencia política y 46 robos de bancos, realizados por grupos como el MAPU Lautaro y el Frente Patriótico Manuel Rodríguez - Autónomo (FPMR-A), entre otros. Entre los sucesos de mayor connotación ese año, estuvieron el atentado contra el exgeneral Gustavo Leigh y los asesinatos del coronel (r) de Carabineros Luis Fontaine Manríquez, exdirector de la Dicomcar y vinculado al caso Degollados, y del suboficial de Ejército Víctor Valenzuela Montecinos, escolta y sobreviviente del atentado contra Augusto Pinochet en 1986.
Pero el asesinato del senador de la Unión Demócrata Independiente (UDI) Jaime Guzmán, el 1 de abril de 1991, cambió el panorama. Dado el riesgo que significaba para la transición que el primer gobierno democrático no pudiese garantizar la seguridad de la ciudadanía, y en particular de autoridades vinculadas a la dictadura militar, el 26 de abril de 1991, mediante el Decreto 363 del Ministerio del Interior, se conformó el Consejo Coordinador de Seguridad Pública (CCSP). Esta entidad reportaba al Presidente de la República, a través del Ministerio del Interior, y tenía la tarea de prestar asesoría y proponer medidas relativas a la planificación estratégica y coordinación de las políticas de seguridad pública vinculadas al ámbito subversivo, que realizan en el campo de sus respectivas competencias institucionales, Carabineros de Chile y la Policía de Investigaciones de Chile (PDI). Tras su conformación quedó presidido por Mario Fernández Baeza, subsecretario de Aviación, secundado por Jorge Burgos, jefe de gabinete del ministro del Interior Enrique Krauss. La dirección de esta instancia de coordinación quedó en manos de su secretario ejecutivo, el socialista Marcelo Schilling.
Uno de sus primeros éxitos fue identificar, a fines de septiembre de 1991, a integrantes del FPMR-A como responsables del secuestro de Cristián Edwards, quienes eran los mismos involucrados en el asesinato de Jaime Guzmán.

### Actividad y disolución
El CCSP actuó a través de informantes procedentes de distintas organizaciones guerrilleras que actuaron durante la dictadura militar. De esta forma logró infiltrar a grupos como el Movimiento de Izquierda Revolucionaria - Ejército Guerrillero de los Pobres (MIR-EGP), el Frente Patriótico Manuel Rodríguez - Autónomo (FPMR-A) y el MAPU Lautaro, lo que llevó a la desarticulación del Movimiento Juvenil Lautaro con la detención de su principal líder político y operativo, Guillermo Ossandón en 1994, el desbande del MIR-EGP-PL en 1995 y la atomización del FPMR-A, lo que culminaría con su posterior disolución a fines de los 90. No obstante, de manera oficial sólo se reconoció a un infiltrado —Agdalín Valenzuela—, siendo los demás reclutados por los organismos de inteligencia de las Fuerzas Armadas.
Una vez cumplidos sus objetivos, la Oficina fue disuelta en abril de 1993 y reemplazada por la Dirección de Seguridad Pública e Informaciones (DISPI), organismo civil de inteligencia estratégica creado mediante la ley N.° 19.212.En la actualidad, parte de sus funciones las desarrolla la Agencia Nacional de Inteligencia, sucesora legal de la DISPI.

### Controversias
El 30 de diciembre de 1996 se produce la fuga en helicóptero de cuatro miembros del FPMR desde la Cárcel de Alta Seguridad de Santiago, en la llamada Operación Vuelo de Justicia. Posteriormente, estos frentistas se radicarían en varios países, continuando algunos de ellos carreras delictuales y otros solicitando la condición de refugiados políticos en el extranjero. En general estos guerrilleros justifican su fuga del país en el hecho de haber sido víctimas de torturas durante el periodo de operación de La Oficina, así como haber sido obligados a dar testimonios falsos durante sus interrogatorios.
En 2001 el exfuncionario Lenin Guardia realizó el envío de varios artefactos explosivos de forma anónima a la embajada de Estados Unidos en Chile en el llamado caso Cartas Bomba, con el objetivo de ofrecerse posteriormente para asesorar en el esclarecimiento de estas actividades. Finalmente, otros informantes serían asesinados por elementos residuales de los propios grupos subversivos que contribuyeron a desarticular.